# Emplacement Venlo

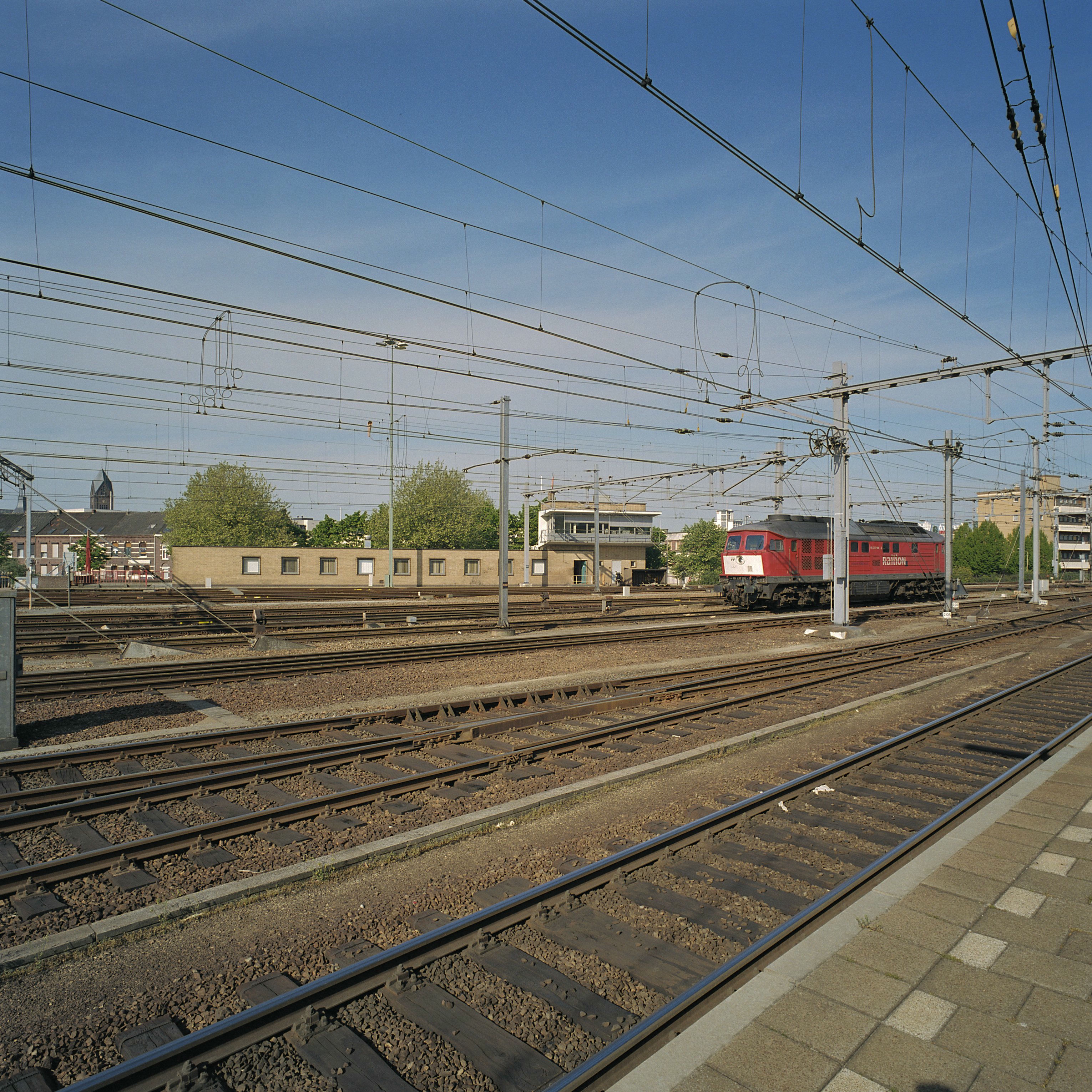
Emplacement vanaf het station gezien

Het Emplacement Venlo is een emplacement nabij station Venlo in de Limburgse stad Venlo nabij de grens tussen Nederland met de Duitse deelstaat Noordrijn-Westfalen.
Het emplacement bestaat uit 24 sporen. De sporen van het emplacement zijn onderverdeeld in drie groepen. Voor het reizigersverkeer zijn er vijf volledig geëlektrificeerde sporen beschikbaar. Voor het goederentransport zijn er negen geëlektrificeerde en beveiligde sporen, vier geëlektrificeerde maar niet beveiligde sporen en zes sporen zonder draad en seinen. Daarnaast zijn er tal van korte en lange opstelsporen, een losweg en twee tankplaten.

## Grensovergang
De grensovergangen tussen Coevorden - Bad Bentheim, Oldenzaal - Bad Bentheim, Zevenaar - Emmerik en Venlo - Kaldenkirchen worden nog veelvuldig gebruikt door goederentreinen. De grensovergang tussen Heerlen en Herzogenrath wordt door vier goederentreinen per week bereden en de grensovergang tussen Nieuweschans - Weener sporadisch. De grensovergang op het traject Enschede - Gronau en Roermond - Dalheim worden niet gebruikt door goederenverkeer. De grensovergang tussen Winterswijk - Borken is vrijwel helemaal opgebroken en nu gedeeltelijk fietspad. Ook de lijn tussen Nijmegen - Kleef is korte stukken opgebroken en grotendeels overwoekerd. Wel wordt eraan gedacht deze lijn weer te heropenen, met een wissel vlak voor het zweefvliegveld Zweef-Inn (tussen het station Nijmegen Heyendaal en Mook-Molenhoek waar de lijn een talud op gaat). De gemeente Groesbeek ziet heropening echter niet zitten. Vanwege recreatieve doeleinden op het traject Kleef - Kranenburg v.v. is de spoorrails over de provinciale weg tussen deze 2 plaatsen weer teruggelegd en zijn er ook spoorbomen geplaatst. Het gedeelte tussen Nijmegen Centraal en Nijmegen Heyendaal is een busbaan geworden.
Ook de lijn tussen Roermond en Dalheim is niet meer in bedrijf. Er wordt gediscussieerd over een heropening als deel van de IJzeren Rijn, maar dit staat in de ijskast. Er is inmiddels met steun van Economische Zaken een nieuw industrieterrein gerealiseerd dat geen aansluiting heeft op dit traject.
De grensovergang bij Venlo wordt veel gebruikt; het is de drukst bereden overgang van Nederland. De oorzaak is te vinden in de geografische ligging ten opzichte van het Ruhrgebied en de Haven van Rotterdam. Via Venlo is namelijk de kortste route.
In 2007 rijden 394 goederentreinen via het emplacement Venlo naar Duitsland. DB Schenker Rail (het voormalige Railion) is de grootste klant met 276 treinen. De andere maatschappijen tellen tezamen 118 treinen. DB Schenker Rail stuurt zijn Unit Cargo-treinen via Venlo Europa in; ERS Railways en Rail4chem rijden er met hun containertreinen. Daar waar ERS Railways en Rail4chem met hun locomotieven zowel in Nederland als in Duitsland kunnen rijden, moet DB Schenker Rail in Venlo de locomotief omwisselen. Dit komt doordat DB Schenker Rail in Nederland met een diesellocomotief rijdt, terwijl er in Duitsland met een elektrische locomotief wordt gereden.

## Elektriciteit
De Duitse bovenleiding heeft een andere spanning dan de bovenleiding in Nederland. Heeft Nederland een spanning van 1500 volt gelijkspanning, hebben de Duitse draden 15 kV op 162/3 Hz wisselstroom. Vanaf een afstand lijkt het alsof er maar een draad hangt, maar toch zijn er verschillen. Naast de isolator tussen de Duitse en de Nederlandse draad is er nog een ander verschil. De Duitse treinen tappen hun stroom af van een enkele draad, de Nederlandse treinen van twee draden omdat de stroom als gevolg van de lagere spanning een factor 10 hoger is en er problemen ontstaan als een enkele draad gebruikt wordt. Dat is ook de reden waarom een Nederlandse lok met twee stroomafnemers het station uitrijdt.
De Duitse meersysteemloks hebben de taken van dieselloks overgenomen op de Betuweroute (grotendeels met 25kV/50 Hz geëlektrificeerd) en de lijn tussen Arnhem en de rest van het land. Mogelijk gaat dit ook gebeuren op de lijn tussen Venlo en de rest van het land. Hindernis is nog de automatische koppeling tussen ertswagens en sommige Duitse loks die wel een automatische koppeling hebben.
De isolatoren zitten op alle dertien geëlektrificeerde sporen op het emplacement. Ze bevinden zich in het stroomloze gedeelte en worden in het jargon sluis genoemd.
Een elektrische locomotief die het emplacement op komt rijden, laat de stroomafnemer zakken. Als de locomotief teruggebracht moet worden naar het eigen stroomgebied, wordt die gerangeerd door een MaK DE 6400 van DB Schenker Rail.

## Rangeerdiensten DB Schenker Rail
Op het emplacement verzorgt DB Schenker Rail de rangeerdiensten. Het bedrijf rangeert de locomotieven die zonder stroom tot stilstand zijn gekomen en weer terug moeten gebracht naar het eigen stroomgebied. De laatste passagierstrein uit Hamm overnacht op het emplacement in Venlo. Ook deze wordt gerangeerd door de 6400 van DB Schenker Rail. Dagelijks worden op de ertstreinen van DB Schenker Rail koppelwagens gekoppeld aan de locomotieven. Deze koppelwagens hebben een andere koppeling dan de andere wagons in Nederland. Deze hebben een automatische koppeling, die de serie 151 in Duitsland ook heeft. Deze koppelwagens worden voor- en achteraan de trein gekoppeld. De rangeerdiensten worden bijna 24 uur per dag verzorgd.

## Rekening houden met een Bleve
Op het emplacement houdt men rekening met een eventuele bleve. Hoewel dit op het Europese vasteland nog nooit is gebeurd, heeft men op het emplacement wel rekening gehouden met de mogelijkheid dat er een bleve zal ontstaan. De gevolgen van een bleve zijn zo groot, dat het risico te allen tijde uitgesloten moet worden. Zo mogen ketelwagens en tankcontainers met brandbare gassen op dit emplacement alleen op sporen 7 en 8 behandeld worden. Daarnaast mogen dergelijke treinen geen andere zeer brandbare vloeistoffen bevatten. Treinen die andere gevaarlijke stoffen dan brandbare vloeistoffen bevatten, kunnen op alle andere sporen behandeld worden.
Naast de sporen 7 en 8 is een dijkje van enkele tientallen centimeters hoog gebouwd. Dit is om ervoor te zorgen dat wanneer er eventueel toch vloeistof uit de wagens zouden stromen, de vloeistof niet naar de andere sporen loopt. Treinen die het emplacement naderen moeten op voorhand aangeven, of ze brandbare stoffen vervoeren.
Om de sporen 7 en 8 nog veiliger te maken zijn ze sinds 2003 buiten het goederenemplacement te bereiken. Hiervoor is een nieuw spoor aangelegd, te weten Spoor E. De wissels in de nabijgelegen sporen zijn ook aangepast. Deze zijn nu zo beveiligd, dat bepaalde combinaties uitgesloten zijn. Zo zal er een trein niet per ongeluk naar een verkeerd spoor worden geleid, waardoor een botsing en een bleve uitgesloten zijn.